# Anton Erhard Martinelli
Anton Erhard Martinelli (* 1684 in Wien; † 15. September 1747 ebenda) war ein österreichischer Architekt.

## Leben
Bereits sein Vater Francesco Martinelli arbeitete in Wien als Architekt. Anton Erhard Martinelli lernte beim Maurermeister Christian Öttl, wurde 1711 Meister und 1730 Hofmaurermeister. Später nahm Martinelli auch Architekturaufträge an und wurde schließlich zum Hofarchitekten ernannt. Er war ein vom Adel geschätzter Baumeister. Vor allem für die Familie Esterházy wurde er oft tätig.

## Werke

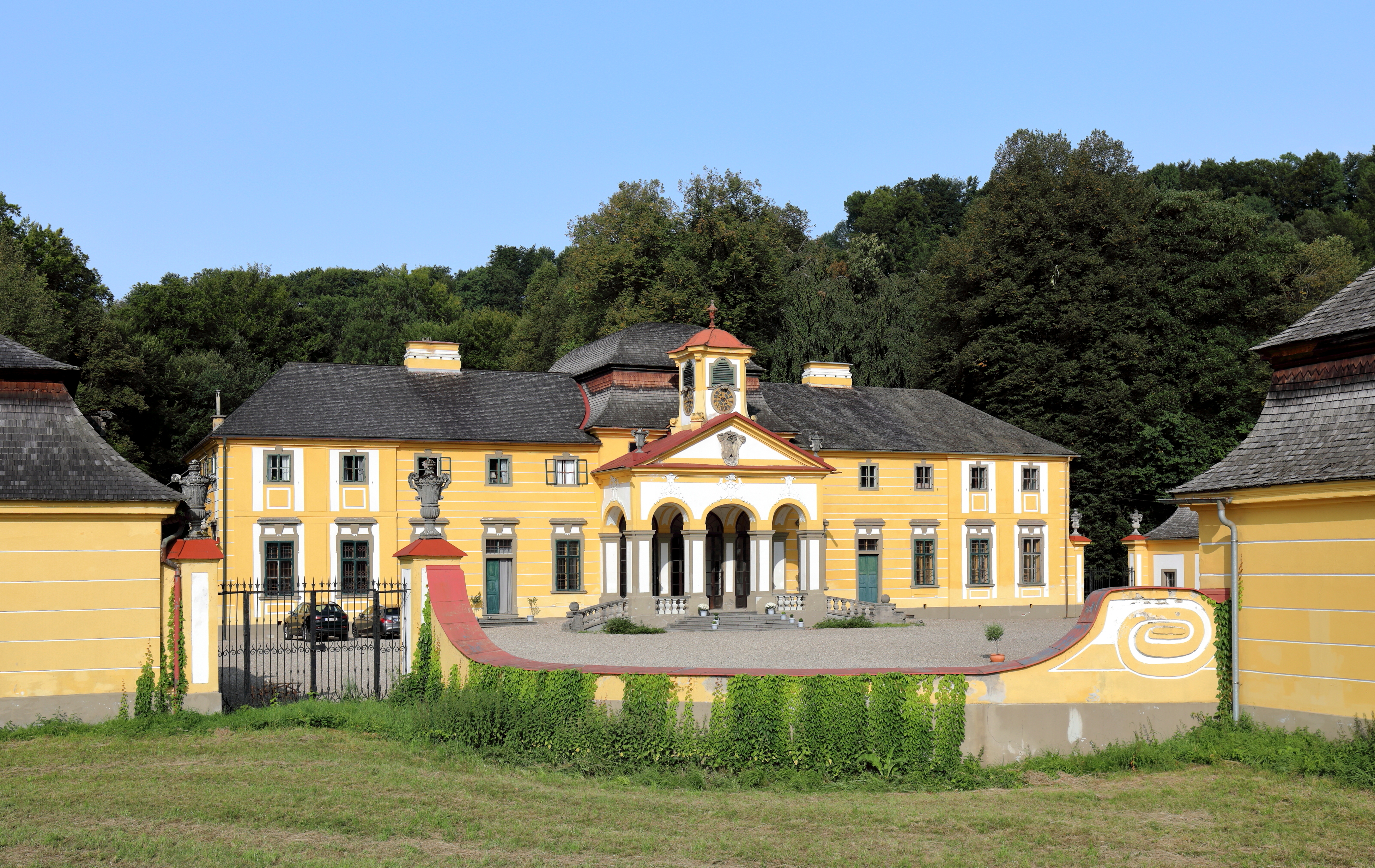
Schloss Neuwartenburg
(1730–1732)

- Mitarbeit an der Wiener Karlskirche
- Mitarbeit am Palais Schwarzenberg
- Mitarbeit am Schloss Frain an der Thaya, Tschechien (ab 1723)
- Mitarbeit am Schloss Frauenberg, Tschechien
- Schloss Zrinski in Čakovec, Kroatien
- Kathedrale von Blaj, Siebenbürgen
- Kloster der Ursulinen in Wien, mit Sankt Ursula (Wien)
- Palais Thinnfeld in Graz
- 1714–1724: Ehemalige Schlosskapelle und heutige Pfarrkirche Breitenfurt bei Wien-St. Johann Nepomuk
- 1723: Sankt-Jakobs-Kirche in Hřivice, Tschechien
- 1724: Schlosskapelle in Postoloprty, Tschechien
- 1727–1730: Rathaus in Budweis
- 1727–1735: Invalidenhaus in Budapest[1]
- 1730–1732: Schloss Neuwartenburg in Timelkam
- 1732: Pfarrkirche Tribuswinkel (hl. Wolfgang)[A 1]
- Umbauten an Schloss Valtice (Feldsberg)[2]

## Der kaiserliche Steinbruch
Vor allem tragende Architekturteile wurden aus härtestem Kaiserstein gearbeitet, so ist eine intensive Zusammenarbeit mit Kaisersteinbrucher Meistern dokumentiert.
Eine Auswahl: